# 구영검
구영검(具榮儉, ? ~ 1356년)은 고려의 문신이다. 본관은 능성(綾城). 초명은 구정(具貞)이다.

## 생애
충청도 면주(沔州 : 현 충청남도 당진시 면천면)에서 살았다.
여러 벼슬을 거쳐 전리판서(典理判書)에 이르렀으며, 1354년(공민왕 3) 면성군(沔城君)에 봉해졌다.
1354년 원나라의 장사성(張士誠)이 난을 일으켰을 때 원나라의 요청으로 류탁(柳濯)·인당(印當) 등과 함께 원병을 이끌고 출전하였다.
1356년 기철(奇轍)이 숙청된 후 그 잔당을 체포하지 않았다는 원호(元顥)의 무고로 한가귀(韓可貴)와 함께 투옥되었다. 처인 장씨의 외숙 판사(判事) 김성(金成)이 왕명을 사칭하여 그를 사형시키려고 하였다. 구영검의 억울함을 알게 된 왕이 사람을 보내어 멈추게 하였으나 사자가 순군에 도착하자 이미 저자에 효수(梟首)되었다. 공민왕은 구영검의 장례를 지내도록 허락하고 적몰당했던 재산도 돌려주었다.
아들은 구위(具偉), 구흥(具興), 구희(具僖), 구의(具義)다.